# Clemens Setz
Clemens Johann Setz (ur. 15 listopada 1982 w Grazu) – austriacki pisarz i tłumacz.
W latach 2001–2009 studiował matematykę i germanistykę na Uniwersytecie w Grazu. W 2007 roku zadebiutował powieścią Söhne und Planeten. Tworzy powieści, opowiadania, utwory poetyckie i sztuki teatralne. 
Clemens Setz zajmuje się również tłumaczeniami, przełożył na język niemiecki utwory m.in. Johna Leake'a, Edwarda Goreya i Scotta McClanahana. 
W 2019 roku został laureatem Berliner Literaturpreis, a w 2021 roku otrzymał nagrodę im. Georga Büchnera. 

## Wybrana twórczość
- Söhne und Planeten (powieść, 2007)
- Die Frequenzen (powieść, 2009)
- Die Liebe zur Zeit des Mahlstädter Kindes (opowiadania, 2011)
- Zeitfrauen (2012)
- Indigo (powieść, 2012)
- Die Vogelstraußtrompete (wiersze, 2014)
- Till Eulenspiegel – Dreißig Streiche und Narreteien (opowiadania, 2015)
- Glücklich wie Blei im Getreide (opowiadania, 2015)
- Die Stunde zwischen Frau und Gitarre (powieść, 2015)
- Die Abweichungen (sztuka teatralna, 2018)
- Der Trost runder Dinge (opowiadania, 2019)
- Die Bienen und das Unsichtbare  (2020)
- Flüstern in stehenden Zügen (sztuka teatralna, 2020)